# Amblyonychus yepezi
Amblyonychus yepezi là một loài ruồi trong họ Asilidae. Amblyonychus yepezi được Carrera & Machado-Allison miêu tả năm 1963.